# Monastero di Santo Domingo de Silos
Il monastero di Santo Domingo de Silos è un'abbazia benedettina situata nel municipio di Santo Domingo de Silos, nella provincia e nell'arcidiocesi di Burgos. Il suo chiostro è uno dei capolavori dell'architettura romanica spagnola. Oggi appartiene ai monaci benedettini della Congregazione di Solesmes. Il monastero è inserito nell'itinerario Culturale del Consiglio d'Europa Transromanica.

## Storia
Il monastero, sebbene non nella sua attuale configurazione, risale all'epoca visigota (VII secolo), e successivamente scomparve durante l'occupazione musulmana. Nel X secolo, chiamato anche "San Sebastián de Silos", e specialmente durante il periodo in cui il conte Fernán González governava in Castiglia (930-970), tornò a risorgere la comunità monastica raggiungendo una fervente attività che nuovamente decadde in seguito alle razzie di Almanzor. Scomparso questi nel 1002 e recuperata la serenità, il monastero si trovò in rovina. Quando nel 1041 san Domenico di Silos, priore del monastero di San Millán de la Cogolla, si rifugiò in Castiglia fuggendo dal re di Navarra, fu ben accolto dal monarca castigliano Ferdinando I che gli affidò la missione di ristabilire l'antico splendore e dar nuovo lustro al monastero di Silos, posto dedicato a san Sebastiano. Con il deciso impulso di Domingo come abate del cenobio si eresse la chiesa romanica, magnifico tempio di tre navate e cinque absidi consacrato nel 1088 dall'abate Fortunio, il chiostro che ancora si conserva e il resto delle dipendenze del monastero. Alla morte del santo, il monastero assunse il suo patrocinio ed il suo nome divenne Santo Domingo de Silos.

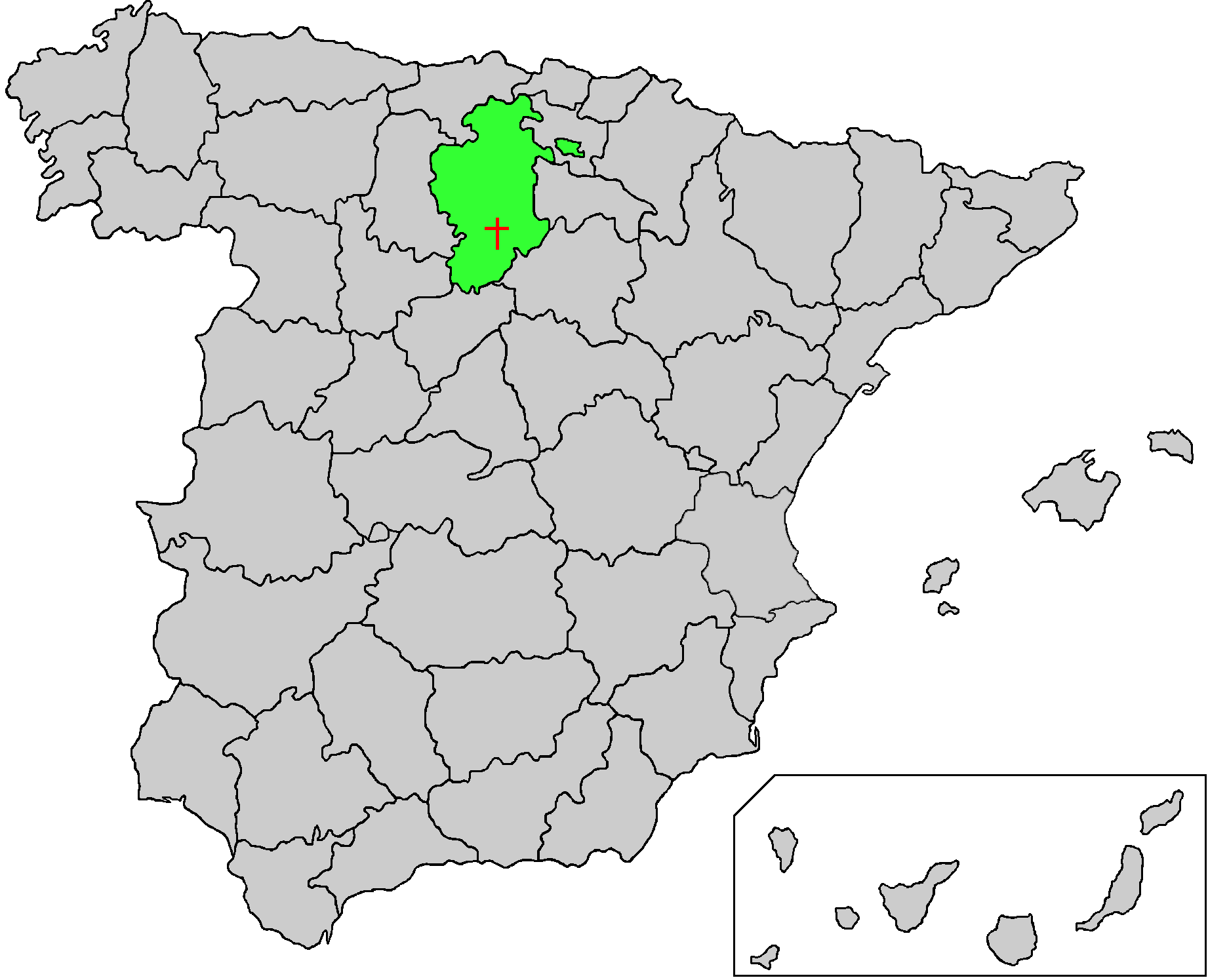
Santo Domingo de Silos

Nel XVIII secolo si incominciò a sentire la necessità di ampliare gli edifici, principalmente la capacità della chiesa. Venne affidata all'architetto Ventura Rodríguez la realizzazione delle dovute modifiche, e si demolì il tempio romanico per sostituirlo con una nuova costruzione neoclassica (che è quella odierna). Del tempio primitivo rimane l'ala meridionale del transetto e la porta delle Vergini che si apre sul chiostro. La mancanza di mezzi economici fece sì che lo stesso chiostro non avesse lo stesso destino della chiesa.
Nel 1835 il convento soffrì gli effetti della desamortización di Mendizábal che implicò la perdita per spoliazione di parte delle ricchezze artistiche e archivistiche. Infine, nel 1880, vi si stabilì una nuova comunità di monaci benedettini provenienti dall'abbazia francese di Ligugé, la Congregazione di Solesmes. In una visita al monastero, il poeta Gerardo Diego compose il famoso sonetto El ciprés de Silos, considerato uno dei migliori sonetti della letteratura spagnola. Oggi è meta di turismo per chi sa apprezzare le bellezze del chiostro romanico e del canto gregoriano che accompagnano le celebrazioni liturgiche.

## Il chiostro
Il chiostro di Silos è a pianta doppia: quella inferiore è la più antica e di maggior pregio. Forma un quadrilatero di lati leggermente disuguali, dei quali il minore misura 30 m e il maggiore 33,12 m. I lati a settentrione e a mezzogiorno constano di 16 archi, mentre i lati a oriente e ad occidente contano 14 archi. Poiché i lati opposti non sono di uguale lunghezza ma hanno lo stesso numero di archi, le luci di questi non sono identiche, ma variano fra 1,00 e 1,15 a;m. Gli archi sono a tutto sesto e poggiano sopra capitelli che sovrastano colonne a doppio fusto monolitico di 1,15 m di altezza; solo i supporti centrali di ogni galleria sono costituiti di fusti quintupli, salvo uno di essi, quello del lato nord, che è quadruplo. Tutto il colonnato poggia su un muro basso con un'apertura per accedere al giardino interno.
Il chiostro inferiore fu probabilmente eretto nella seconda metà dell'XI secolo e nella prima metà del XII, mentre il chiostro superiore fu costruito negli ultimi anni dello stesso secolo. Nel chiostro inferiore si percepiscono chiaramente due fasi di esecuzione: durante la prima, che corrisponde agli ultimi decenni del secolo XI, si portarono a termine le gallerie a settentrione e a oriente; la seconda si sviluppò nel secolo seguente e vide la costruzione delle maniche a mezzogiorno e ad occidente. Ogni fase riflette una tecnica costruttiva e uno stile differenti attribuibili a due maestri distinti che impiegarono maestranze proprie. Come tratti distintivi, i fusti delle colonne della prima fase sono più distanziati e presentano un'entasi più accentuata e gli intagli sono di poca profondità e scarso movimento. Le figure del secondo periodo sono più realiste e di maggior volume.
Sul piano artistico è notevole la collezione di 64 capitelli del chiostro inferiore e i rilievi che ornano le facce interne dei quattro pilastri agli angoli della galleria. Al primo maestro sarebbero attribuibili sei rilievi con le seguenti scene:
- Angolo sud-est: L'Ascensione e La Pentecoste.
- Angolo nord-est: Il Sepolcro e La Deposizione.
- Angolo nord-est: I discepoli di Emmaus e Il dubbio di san Tommaso.

Il secondo maestro sarebbe autore dei due rilievi restanti: 
- Angolo sud-est: L'Annunciazione a Maria e L'albero di Jesse.

I capitelli, e specialmente quelli del secondo artista, sono capolavori dell'iconografia romanica e l'elemento più ammirato del chiostro. I temi sono molto variegati: da quelli che rappresentano scene bibliche, a quelli figurativi di animali chimerici, grifoni, leoni, arpie, centauri, uccelli favolosi e una quantità di elementi vegetali.
Notevoli sono anche la Porta delle Vergini, che pone in comunicazione il chiostro con la chiesa e che costituisce un retaggio del primitivo tempio romanico e la facciata della scomparsa sala capitolare che si apriva sulla manica orientale.

## Altre dipendenze
- La farmacia: fu aperta nel 1705. Disponeva di un proprio giardino botanico, di un laboratorio farmaceutico e di una biblioteca specializzata. Di quest'ultima si conservano circa 400 volumi editi nei secoli XVI-XIX. Si conservano anche centinaia di albarelli.
- Il museo: In un'antica sala del monastero è esposta un'importante collezione di opere d'arte relative al cenobio che comprendono pittura, oreficeria, scultura e smalti entre. Notevoli un ostensorio processionale del XVI secolo, il calice utilizzato da Santo Domingo de Silos dell'XI secolo e il timpano de una delle porte dell'originaria chiesa romanica che si recuperò dalla cementazione della chiesa attuale.

## Galleria d'immagini

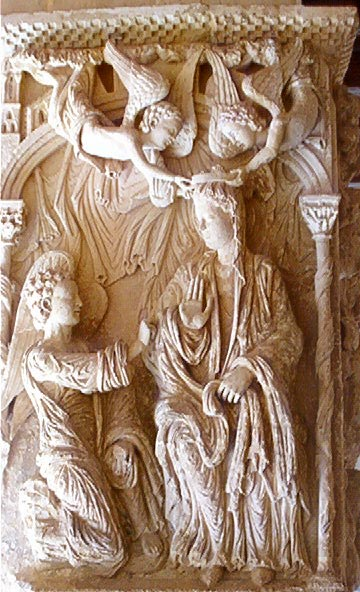
L'Annunciazione a Maria
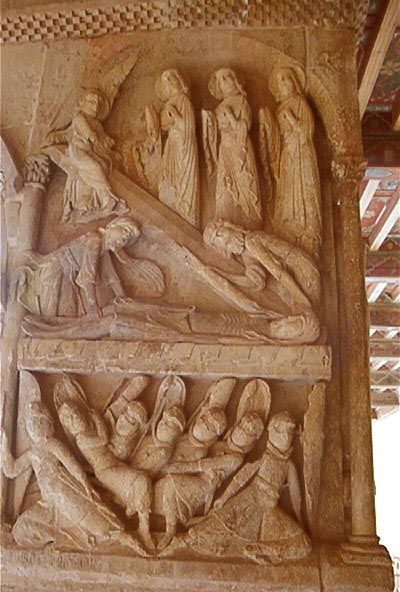
Il sepolcro
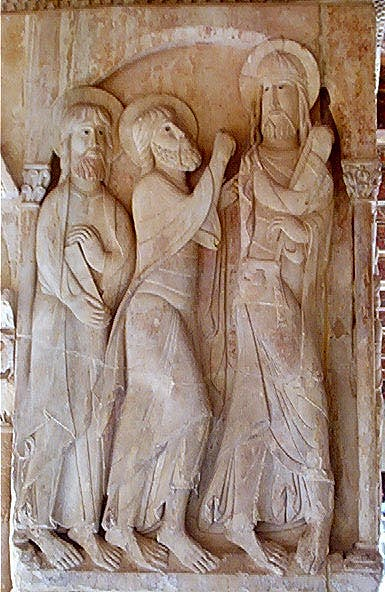
I discepoli di Emmaus
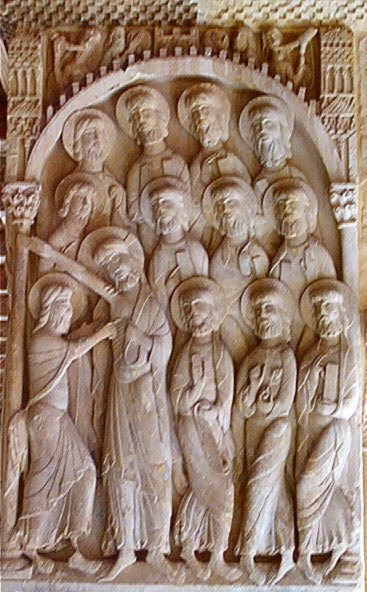
Il dubbio di san Tommaso
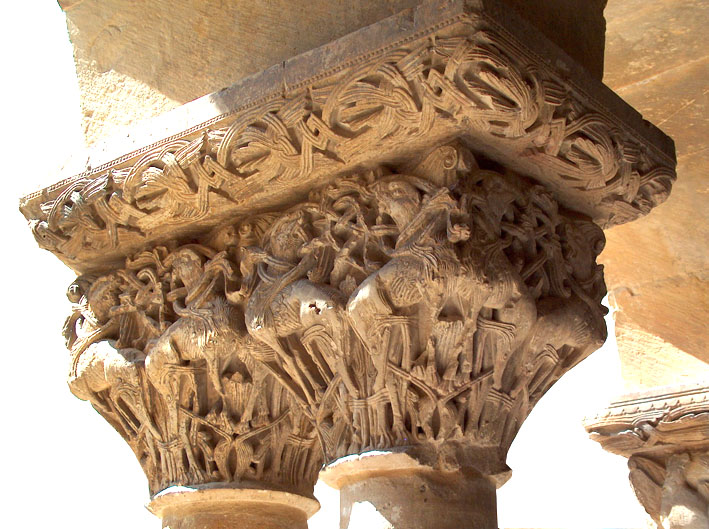
Capitello doppio del 1º maestro
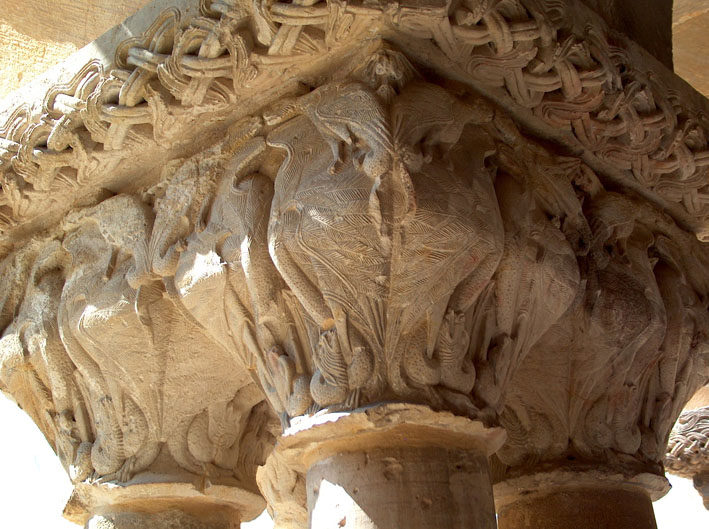
Capitello quadruplo del 1º maestro
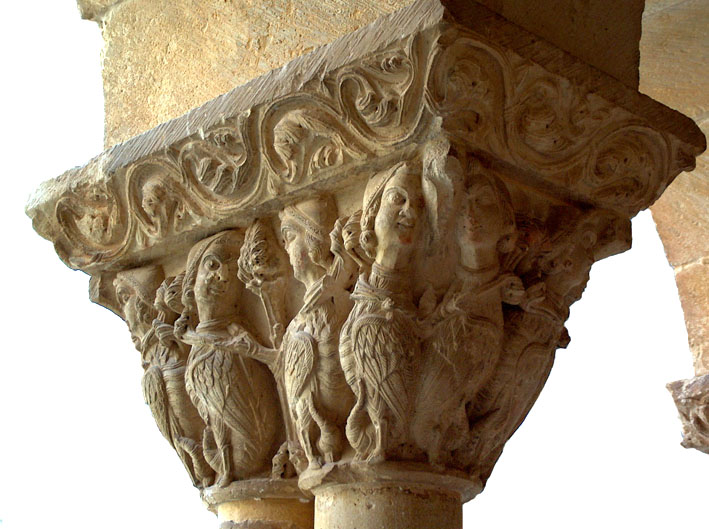
Capitello doppio del 2º maestro
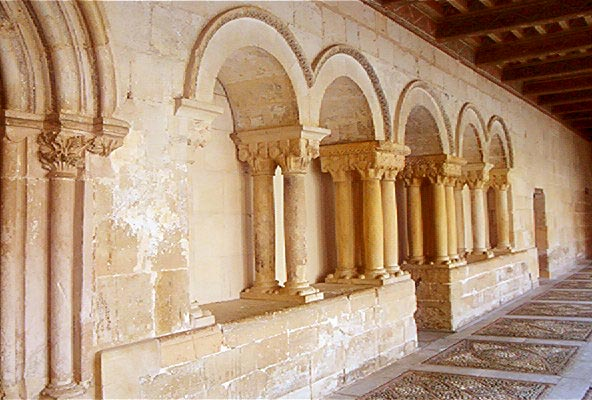
Facciata della sala capitolare
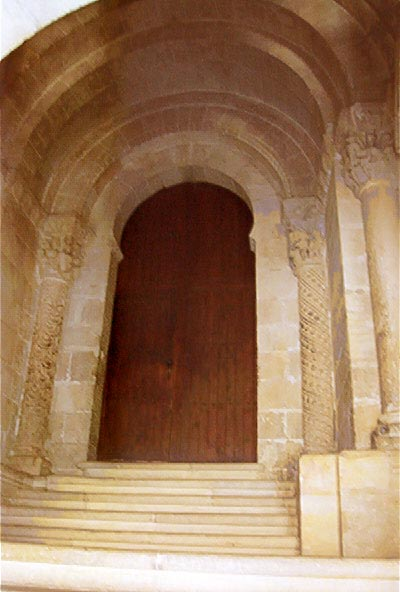
Porta delle Vergini
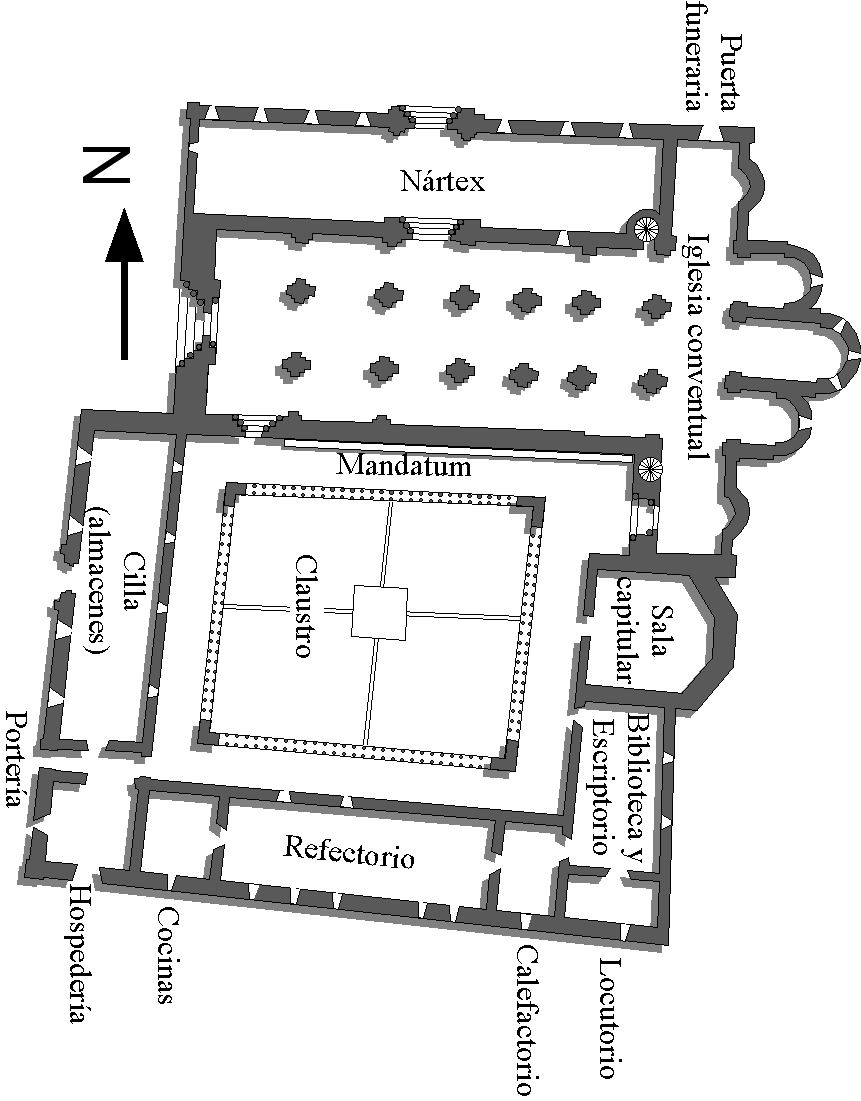
Pianta del primitivo monastero, com'era nel secolo XII

## Elenco degli abati del monastero
- Gaudencio (929-943)
- Diego (ca. 950)
- Placencio (954)
- Blas (978-979)
- Gelasio (979)
- Muño (1000-1019)
- Nuño de Gete (1019-1040)
- San Domenico di Silos (1040-1073)
- Fortunio (1073-1100)
- Nuño (1100-1116)
- Juan I. (1116-1143)
- Martin I. (1143-1158)
- Peter (1158-1160)
- Pascual (1160-1186)
- Juan Gutiérrez (1186-?)
- Domingo II. (1213-1229)
- Martin II. (1229-1238)
- Miguel (1238-1242)
- Rodrigo de Guzmán (1242-1276)
- Sancho Pérez de Guzmán (1276-1282)
- Sebastián de Madrigal (1282-1284)
- Juan III. (1284-1298)
- Fernando Ibáñez (1298-1324)
- Juan IV. (1329-1349)
- Fernando (1350-?)
- Pedro de Ariola (1351-?)
- Juan V. (1366-1401)
- Martin III. (1401-1431)
- Juan VI. (1431-1455)
- Francisco de Torresandino (1455-1480)
- Pedro de Arroyuela (1480-1490)
- Pedro de Cardeña (1490-1502)
- Francisco González de Curiel (1502-1507)
- Luis de Soto (1507-1510)
- Luis Méndez (1510-1512)
- Martín de Salamanca (15..-1529)
- Manzanos (1530)
- Andrés de Cortázar (1531-1546)
- Bartolomé de Santo Domingo (1546-1553) (prima volta)
- Gregorio de Santo Domingo (1553-1556) (prima volta)
- Bartolomé de Santo Domingo (1556-1559) (seconda volta)
- Gregorio de Santo Domingo (1559-1561) (seconda volta)
- José Méndez (1561-1564)
- Diego de Zamora (1565-1568)
- Juan de Bobadilla (1568-1571)
- Jerónimo de Nebreda (1572-1578)
- Alonso de Figueroa (1578-1584)
- Juan de Heredia (1584-1587) (prima volta)
- Pedro de Guevara (1587-1590)
- Juan de Heredia (1590-1592) (seconda volta)
- Juan de Azpeytia (1592-1595)
- Pedro de la Cueva (1595-1598)
- Alonso de Belorado (1598-1601) (prima volta)
- Juan de Heredia (1601-1602) (terza volta)
- Diego de Roa (1602-1604) (prima volta)
- Alonso de Belorado (1604-1606) (seconda volta)
- Diego de Roa (1606-1607) (seconda volta)
- Rodrigo de Peralta (1607-1610)
- Francisco de Valdivia (1610-1613) (prima volta)
- Pedro del Monte (1613-1617)
- Benito de la Guerra (1617-1621) (prima volta)

- Manuel Anglés (1621-1625)
- Francisco de Valdivia (1625-1629) (seconda volta)
- Benito de la Guerra (1629-1631) (seconda volta)
- Placido Fernández (1631-1637) (prima volta)
- Jerónimo de Nieva (1637)
- Nicolás Meléndez (1637-1641)
- Placido Fernández (1641-1642) (seconda volta)
- Mateo de Rosales (1642-1645)
- Pedro de Liendo (1645-1649)
- Manuel Cortés (1649-1653) (prima volta)
- Diego del Monte (1653-1657)
- Manuel Cortés (1657-1659) (seconda volta)
- Domingo Gutiérrez del Campo (1659-1665)
- Pedro Ruiz Negrete (1665-1669)
- Bernardo Ordóñez de Vargas (1669-1673) (prima volta)
- Juan de Villamayor (1673-1677)
- Bernardo Ordóñez de Vargas (1677-1681) (seconda volta)
- Juan de Castro (1681-1685) (prima volta)
- Melchor de Montoya (1685-1689) (prima volta)
- Juan de Castro (1689-1693) (seconda volta)
- Juan de Francia (1693-1697)
- Juan de Castro (1697-1701) (terza volta)
- Isidro de Cabrera (1701-1705)
- Melchor de Montoya (1705-1709) (seconda volta)
- Benito Ramírez de Orozco (1709-1713)
- Juan de Herrera (1713-1720)
- Luis Santos (1720-1722)
- Bernardo de Alegría (1722)
- Sebastián de Vergara (1722-1725)
- Isidoro de Quevedo (1725-1729) (prima volta)
- Baltasar Díaz (1729-1733) (prima volta)
- Isidoro Rodríguez (1733-1737) (prima volta)
- Isidoro de Quevedo (1737-1741) (seconda volta)
- Isidoro Rodríguez (1741-1745) (seconda volta)
- Fulgencio de Ojeda (1745-1749)
- Baltasar Díaz (1749-1753) (seconda volta)
- Domingo de Ibarreta (1753-1757)
- Melchor Izquierdo (1757-1761)
- José de Ceballos (1761-1769) (prima volta)
- José Almazán (1769-1773)
- Benito Calderón (1773-1777)
- Anselmo Arias Tejeiro (1777-1778)
- Bernardo Gayoso (1778-1781)
- José de Ceballos (1781-1785) (seconda volta)
- Benito Camba (1785-1789)
- Isidoro García (1793-1797) (prima volta)
- Rodrigo de Arrieta (1797-1798)
- Isidoro García (1798-1801) (seconda volta)
- Plácido Vicente (1801-1805)
- Fernando de Lienzo (1805-1814)
- Domingo Moreno (1814-1817)
- Antonio Calonge (1818-1820)
- Miguel de San Cristóbal (1824-1828)
- Torcuato Carbayeda (1828-1832)
- Rodrigo Echevarria (1832-1835)
- Convento non presidiato(1835-1880)
- Ildefonso Guépin (1880-1918)
- Luciano Serrano (1918-1944)
- Isaac Toribios (1944-1961)
- Pedro Alonso y Alonso (1961-1988)
- Clemente Serna González (1988-vivente)